# Registru distribuit

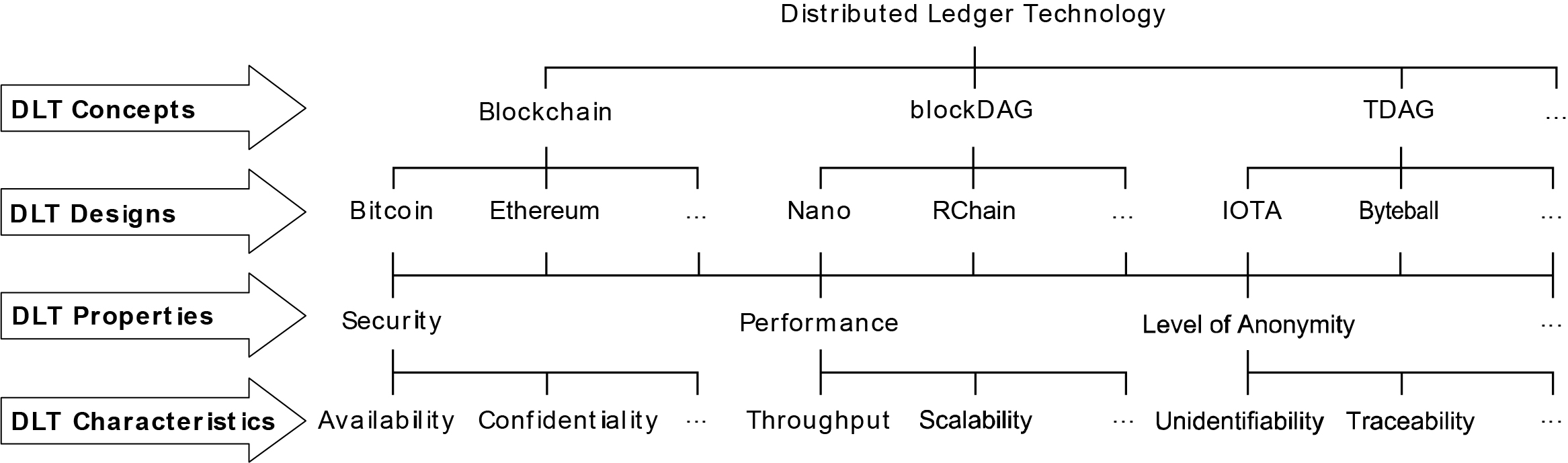
Prezentare schematică a terminologiei în tehnologia registrului distribuit

Registrul distribuit, în limba engleză shared ledger sau distributed ledger technology (DLT), este un tip de contabilitate digitală distribuită în care conturile contabile sunt înregistrate în mai multe registre în locuri diferite în același timp. Registrul distribuit este partajat de către mai mulți participanți la rețea (noduri, dispozitive) în așa fel încât să asigure siguranța registrului, protecția împotriva accesului neautorizat și sincronizarea stării actuale a registrului între toate nodurile. Copii ale registrului sunt stocate în rețea și actualizate în permanență pentru a fi identice. În acest fel, tranzacțiile pot fi verificate de orice membru al rețelei. DLT funcționează în rețeaua peer-to-peer, precum și algoritmi de consens pentru a asigura replicarea între noduri.
Înregistrarea este generată separat de fiecare nod din rețeaua distribuită. Distribuirea înregistrărilor pe rețea este unică, deoarece fiecare înregistrare din registre este generată autonom și salvată de fiecare nod fără instrucțiunile nodului principal.
Registrele distribuite permit trimiterea digitală a activelor evaluate, fără o autoritate centrală, un intermediar sau orice terță parte implicată, deoarece utilizatorii sunt cei care țin evidența și confirmă valabilitatea înregistrării. 
Unele dintre cele mai populare protocoale de registru distribuit sunt Ethereum, Hyperledger Fabric, IOTA, R3 Corda, Hedera și Quorum.

## Caracteristici
Baza de date a registrului distribuit este răspândită în mai multe noduri dintr-o rețea peer-to-peer, unde fiecare replică își salvează o copie identică a registrului și se actualizează independent. Avantajul principal este lipsa autorității centrale. Când are loc o actualizare a registrului, fiecare nod construiește noua tranzacție, iar apoi nodurile votează prin algoritm de consens. Un DLT poate obține un consens fără a fi necesar să se valideze întregul blockchain. Odată ce s-a stabilit un consens, toate celelalte noduri se actualizează cu noua copie corectă a registrului. Securitatea se realizează prin chei și semnături criptografice. 

### Tipuri
Există câteva tipuri diferite de tehnologii de registru distribuit:
- Blockchain, este o formă de DLT, principala diferență este că blockchain necesită un consens global în toate nodurile. Există, de asemenea, DLT non-blockchain. Acestea pot fi sub forma unei criptomonede distribuite sau pot fi arhitectura pe care sunt stocate sau partajate datele private sau publice.

- Hashgraph, este un alt tip de DLT, alternativă la blockchain. Pentru a verifica tranzacțiile, Hashgraph se bazează pe mecanisme de consens prin tehnica gossip about gossip și vot virtual. Acestea nu necesită dovada muncii pentru a valida tranzacțiile. Ca urmare, există timp scurt între inițierea și finalizarea unei tranzacții.[5]

- Holochain DLT, funcționează oferind fiecărui nod propriul său lanț hash semnat. După ce datele sunt semnate în lanțurile locale, acestea sunt partajate la un tabel hash distribuit (DHT) în care toate nodurile rulează aceleași reguli de validare. Dacă aceste reguli nu sunt respectate, DHT le respinge datele și lanțul lor se îndepărtează de Holochain.

- Graful aciclic orientat (DAG), este un alt DLT care are un mecanism de consens extrem de eficient, deoarece utilizează o structură de date diferită. Principalul avantaj al acestui tip de DLT este că nu  oferă comisioane pentru tranzacții. Cu cât un DAG are mai multe tranzacții, cu atât funcționează mai rapid. DAG are o limită teoretică extrem de ridicată a tranzacțiilor pe secundă (debit TPS) datorită modului în care se obține consensul.

- Radix este un tip nou de registru distribuit non-blockchain și care nu necesită hardware. [6][7]